# FN Five-seven
A FN Five-seven, estilizada como Five-seveN, é uma pistola semiautomática projetada e fabricada pela FN Herstal na Bélgica. A pistola recebeu esse nome devido ao diâmetro do seu cartucho de 5,7 mm (0,224 pol.), e o estilo de capitalização da marca registrada visa enfatizar as iniciais da fabricante — FN.
A pistola Five-seven foi desenvolvida juntamente com a PDW FN P90 e o cartucho FN 5,7×28mm. A P90 foi introduzida em 1990, e a Five-seven foi introduzida em 1998 como uma pistola que disparava o mesmo cartucho, o 5,7×28mm. Desenvolvida como uma pistola companheira da P90, a Five-seven compartilha muitas de suas características de design: é uma arma leve com uma estrutura à base de polímero, com um carregador podendo armazenar uma quantidade de munição relativamente grande, controles ambidestros, baixo recuo e capacidade de penetrar em coletes ao usar certos tipos de cartuchos.
As vendas da Five-seven foram originalmente restringidas pela FN a clientes militares e policiais, mas, desde 2004, a pistola também é oferecida a atiradores civis para proteção pessoal, tiro ao alvo e usos similares. Embora oferecida apenas com munição esportiva, a introdução da Five-seven aos atiradores civis foi recebida com oposição de organizações de controle de armas como a Brady Campaign, e a pistola tem sido sujeita a diversas polêmicas nos Estados Unidos.
Atualmente, a Five-seven está em serviço com forças militares e policiais em mais de quarenta nações, incluindo Canadá, França, Grécia, Índia, Polônia, Espanha e Estados Unidos. Nos Estados Unidos, a Five-seven está em uso em várias agências policiais, incluindo o Serviço Secreto. Desde a introdução da pistola no mercado civil dos Estados Unidos, ela também vem se tornando cada vez mais popular entre os atiradores civis.

## História

### Desenvolvimento
A pistola Five-seven e seu cartucho 5,7×28mm foram desenvolvidos pela FN Herstal em resposta aos pedidos da OTAN de substituir o cartucho 9x19mm Parabellum e pistolas e submetralhadoras associadas. A OTAN pediu dois tipos de armas com câmara para o novo cartucho — uma arma disparada do ombro e uma arma de mão. Segundo a OTAN, essas novas armas, denominadas PDWs (personal defense weapons; em português: armas de defesa pessoal), deveriam fornecer "proteção pessoal em situações de último recurso, quando o usuário estiver diretamente ameaçado pelo inimigo (...)". Em 1989, a OTAN publicou o documento D/296, descrevendo várias especificações preliminares para essas armas:
- o novo cartucho deveria ter maior alcance, precisão e desempenho terminal do que o cartucho 9×19mm.[1] Além disso, tinha de ser capaz de penetrar em certos tipos de coletes à prova de balas;[1]
- a arma de defesa pessoal disparada do ombro deveria pesar menos de 3 kg, com uma capacidade de carregador de pelo menos 20 cartuchos;[1]
- a arma de mão de defesa pessoal (pistola) deveria pesar menos de 1 kg, embora um peso de 700 g fosse considerado desejável; era para ter uma capacidade de carregador de nada menos que 20 cartuchos;[1]
- ambas as armas deveriam ser suficientemente compactas para serem transportadas com as mãos livres no corpo do usuário o tempo todo, na cabine de um veículo ou no cockpit de uma aeronave, e deveriam ter um desempenho eficaz em todos os tipos de ambientes e condições climáticas.[1]

A FN Herstal foi a primeira fabricante de armas de fogo a responder às exigências da OTAN; a FN começou desenvolvendo uma arma de defesa pessoal disparada do ombro, a FN P90, juntamente com o cartucho de calibre pequeno e de alta velocidade, 5,7×28mm. O cartucho 5,7×28mm original, chamado de SS90, entrou em produção com a P90 em 1990. Esse tipo de cartucho foi descontinuado em 1993 e substituído pelo 5,7×28mm SS190, que apresentava um projétil mais pesado e um pouco mais curto, pesando 2 g (31 grãos). O comprimento reduzido do projétil do SS190 permitiu que ele fosse usado de maneira mais conveniente na Five-seven, que estava em desenvolvimento na época.
Em 1993, Jean-Louis Gathoye, da FN, apresentou um pedido de patente nos Estados Unidos para um sistema operacional de blowback atrasado destinado à pistola Five-seven, e a U.S. Patent 5,347,912 ("Elementos para moderar o recuo das partes móveis de uma arma de fogo") foi recebida no ano seguinte. Em 1995, a FN anunciou oficialmente o desenvolvimento da pistola Five-seven, e um protótipo da pistola foi exibido publicamente no ano seguinte. Com algumas melhorias, um modelo de ação dupla entrou em produção em 1998, e um modelo de ação simples chamado Five-seven Tactical foi introduzido pouco depois. A Five-seven entrou em serviço pela primeira vez em maio de 2000, quando a Guarda Nacional do Chipre (em grego: Εθνική Φρουρά) comprou 250 pistolas para seu grupo de forças especiais.

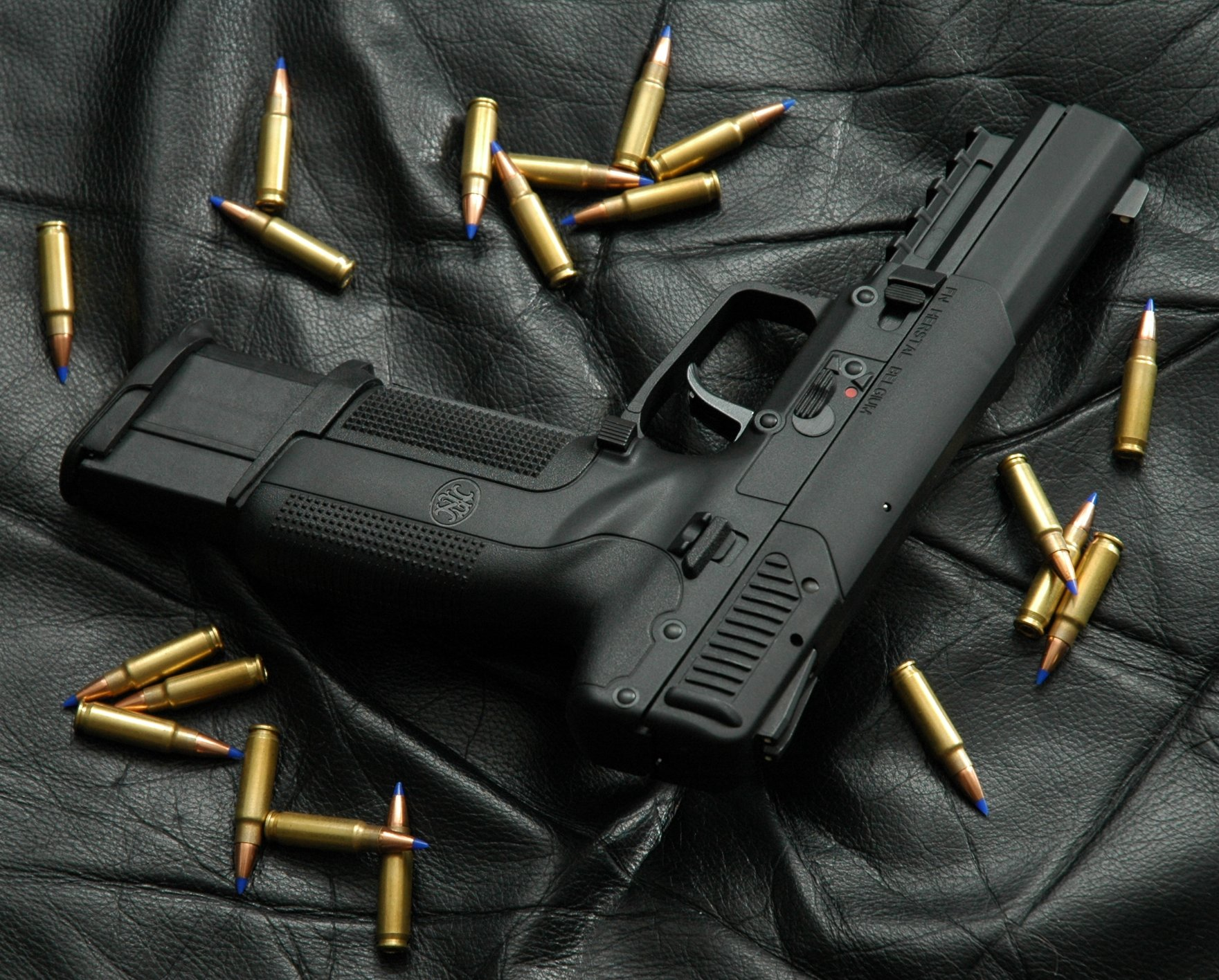
Materiais de polímero são amplamente utilizados no design da Five-seven; até o ferrolho de aço é revestido por uma estrutura de polímero.

### Avaliação da OTAN
Em 2002 e 2003, a OTAN realizou uma série de testes com a intenção de padronizar um cartucho de PDW como substituto do cartucho 9x19mm Parabellum. Os testes compararam os méritos relativos do cartucho FN 5,7×28mm e do cartucho HK 4.6×30mm, que foi criado pela fabricante alemã de armas de fogo Heckler & Koch como concorrente do 5,7×28mm. Os resultados dos testes da OTAN foram analisados por um grupo formado por especialistas do Canadá, França, Reino Unido e Estados Unidos, e a conclusão do grupo foi de que o 5,7×28mm era "sem dúvida" o cartucho mais eficiente.
No entanto, a delegação alemã e outros e rejeitaram a recomendação da OTAN de padronizar o 5,7×28mm, interrompendo o processo de padronização indefinidamente. Como resultado, os cartuchos 4,6×30mm e 5,7×28mm (e as armas associadas) foram adotados independentemente por vários países da OTAN, de acordo com a preferência; a pistola Five-seven está atualmente em serviço em forças militares e policiais em mais de quarenta nações em todo o mundo.

### Presente
Inicialmente, as vendas da pistola Five-seven foram restringidas pela FN a clientes militares e policiais, mas, em 2004, o novo modelo Five-seven IOM foi introduzido e oferecido a atiradores civis para uso com o cartucho 5,7×28mm esportivo. O modelo IOM incorporou várias modificações ao design da arma, como a adição de um trilho de acessórios M1913, um mecanismo de segurança do carregador e miras totalmente ajustáveis.
O desenvolvimento da pistola Five-seven levou à introdução do modelo Five-seven USG, que foi aprovado pela ATF como arma de fogo esportiva em 2004. O modelo USG incorpora um guarda-mato quadrado de formato convencional, retém do carregador reversível e outras pequenas alterações.
Em 2013, o modelo Five-seven MK2 foi introduzido, substituindo o modelo USG. O modelo MK2 possui serrilhas na parte frontal do ferrolho, todos os controles em preto e miras de ferro ligeiramente diferentes.

## Design
A Five-seven é uma pistola semiautomática com blowback atrasado que dispara o cartucho FN 5,7×28mm. A pistola possui um cão embutido. Materiais de polímero são amplamente usados no design da pistola, e até o ferrolho de aço é envolvido em polímero. Além de fornecer peso reduzido e maior resistência à corrosão, isso também previne a reflexão indesejada de luz. A estrutura de polímero que envolve o ferrolho da à pistola a aparência de ser construída inteiramente de polímeros, mas o interior do ferrolho, o cano, o gatilho, as molas, os pinos e as partes semelhantes são todos de aço. No entanto, a pistola é incomumente leve, pesando apenas 744 g com um carregador de vinte cartuchos municiado.
A Five-seven é uma pistola de tamanho normal, com um comprimento total de 208 mm (8,2 pol.), uma altura de 137 mm (5,4 pol.) e uma largura máxima de 36 mm (1,4 pol.). Possui o mesmo ângulo de empunhadura que as distintas pistolas Browning Hi-Power e M1911. Apesar do comprimento considerável do cartucho 5,7×28mm, o cabo não é particularmente pesado — a distância do gatilho até a parte de trás do cabo mede 69,85 mm (2,750 pol.), o que é idêntico a uma pistola M9, de serviço militar dos EUA e que dispara o cartucho 9x19mm Parabellum. O cano da Five-seven é forjado a frio por martelo e forrado a cromo, com um comprimento total de 122 mm (4,8 pol.) e um comprimento de estriamento de 94 mm (3,7 pol.). O cano possui oito ranhuras de estriamento, com uma taxa de torção à direita de 1:231 mm (1:9,1 pol.), e pesa 113 g. O calibre pequeno fornece ao cano um comprimento em calibres de mais de 20,58% a mais do que um cano de calibre 9 mm comparável. Tem uma vida útil declarada de 20.000 disparos, e a Five-seven é conhecida por ser muito precisa.
Os modelos atuais da Five-seven são de ação simples, com um leve e curto acionamento de gatilho de 20 a 30 N. Eles têm um trilho Picatinny para a montagem de acessórios e um mecanismo de segurança do carregador que impede a pistola de disparar sem o carregador inserido. A textura do cabo nas pistolas atuais é extensivamente quadriculada para uma empunhadura superior, e cada lado do ferrolho têm uma série de sulcos estreitos na parte traseira para ajudar a aumentar a aderência. As superfícies do gatilho e do guarda-mato também têm ranhuras para reduzir o deslizamento dos dedos, e o guarda-mato é alongado para facilitar o disparo enquanto usando luvas. Atualmente, a Five-seven é oferecida em dois acabamentos de armação diferentes (preto padrão ou marrom-claro), e dois sistemas de mira de ferro diferentes (miras ajustáveis ou miras fixas).

### Munição

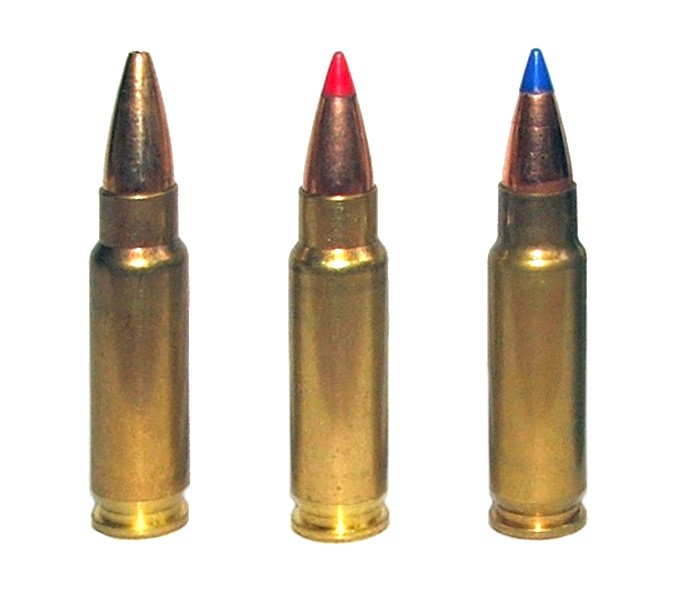
Cartuchos 5,7×28mm conforme usados na Five-seven. Da esquerda para a direita: SS195LF ponta-oca, SS196SR V-Max e SS197SR V-Max.

Particularmente significativo para o design da pistola Five-seven é o cartucho de alta velocidade, com formato afunilado e de calibre pequeno que ela usa. O cartucho 5,7×28mm foi criado pela FN Herstal em resposta aos pedidos a OTAN para substituir o cartucho 9x19mm Parabellum, que é comumente usado em pistolas e submetralhadoras. O cartucho 5,7×28mm pesa 6g —significativamente mais leve que um cartucho médio 9×19mm, que geralmente pesa entre 11 e  12g — tornando munição extra menos onerosa ou permitindo mais munição para ser transportada com o mesmo peso. Como o cartucho 5,7×28mm também tem um diâmetro relativamente pequeno, um número alto de cartuchos pode ser contido em um carregador. O disparo do cartucho produz um barulho alto e um clarão considerável, mas produz aproximadamente 30% de recuo a menos do que o cartucho 9×19mm, melhorando a controlabilidade. Devido à sua alta velocidade, o 5,7×28mm também apresenta uma trajetória excepcionalmente plana.
Um dos objetivos do design do tipo padrão do cartucho 5,7×28mm, o SS190, era que ele teria a capacidade de penetrar em coletes de proteção de Kevlar — como o colete CRISAT, da OTAN — que interromperiam projéteis de pistola convencionais. Disparado pela Five-seven, o 5,7×28mm SS190 tem uma velocidade de saída de aproximadamente 650 m/s e é capaz da penetrar no colete CRISAT a um alcance de 100 m ou 48 camadas de material Kevlar (aproximadamente equivalente a dois painéis de coletes de Kevlar de Nível II empilhados) a uma distância de 50 m. Também é capaz de penetrar em um colete PASGT a 300 m ou em um capacete PASGT a 240 m. A FN declara um alcance efetivo de 50 m e um alcance máximo de 1.510 m para o cartucho 5,7×28mm quando disparado pela pistola Five-seven.
Em testes realizados pelo Condado de Passaic, no Departamento de Xerife de Nova Jersey, o 5,7×28mm SS190 penetrou a uma profundidade de 27 cm (11 pol.) em gelatina balística e a uma profundidade de 23 cm (9,1 pol.) em gelatina protegida com um colete de Kevlar. Nos testes, a base dos projéteis do SS190 e similares ao 5,7×28mm consistentemente giravam em volta da ponta ("tombo") à medida que passavam pela gelatina balística e outros meios, usando o comprimento de projétil de 21,6 mm (0,85 pol.) para criar uma cavidade maior na ferida. No entanto, alguns são céticos quanto ao desempenho terminal do projétil, e isso é objeto de debate entre atiradores civis nos Estados Unidos.
O projétil do 5,7×28mm apresenta potencialmente menos risco de danos colaterais do que os projéteis de pistolas convencionais, porque o design do projétil limita a superpenetração, bem como o risco de ricochete. O leve projétil também apresenta menos risco de danos colaterais em caso de falha, porque perde grande parte de sua energia cinética depois de percorrer apenas 400 m, enquanto um projétil de pistola convencional como o do 9×19mm retém uma energia significativa além de 800 m. Essa distância excede as distâncias de engajamento esperadas para as aplicações pretendidas do cartucho 5,7×28mm, portanto, a energia limitada do cartucho em longas distâncias não é considerada desvantajosa. Como o projétil do 5,7×28mm SS190 não depende da fragmentação ou da expansão de um projétil de ponta oca, o cartucho e a pistola são considerados adequados para uso militar pela Convenção de Haia de 1899, que proíbe o uso de projéteis expansíveis na guerra.
| Tipo de cartucho    | SS190         | SS195LF       | SS197SR       | EA Protector  | EA Varmintor  | EA S4         |
| ------------------- | ------------- | ------------- | ------------- | ------------- | ------------- | ------------- |
| Peso do projétil    | 2,0 g (31 gr) | 1,8 g (28 gr) | 2,6 g (40 gr) | 2,6 g (40 gr) | 2,3 g (35 gr) | 1,8 g (28 gr) |
| Velocidade de saída | 650 m/s       | 625 m/s       | 520 m/s       | 610 m/s       | 640 m/s       | 770 m/s       |
| Energia de saída    | 424 J         | 350 J         | 350 J         | 480 J         | 480 J         | 535 J         |

### Alimentação

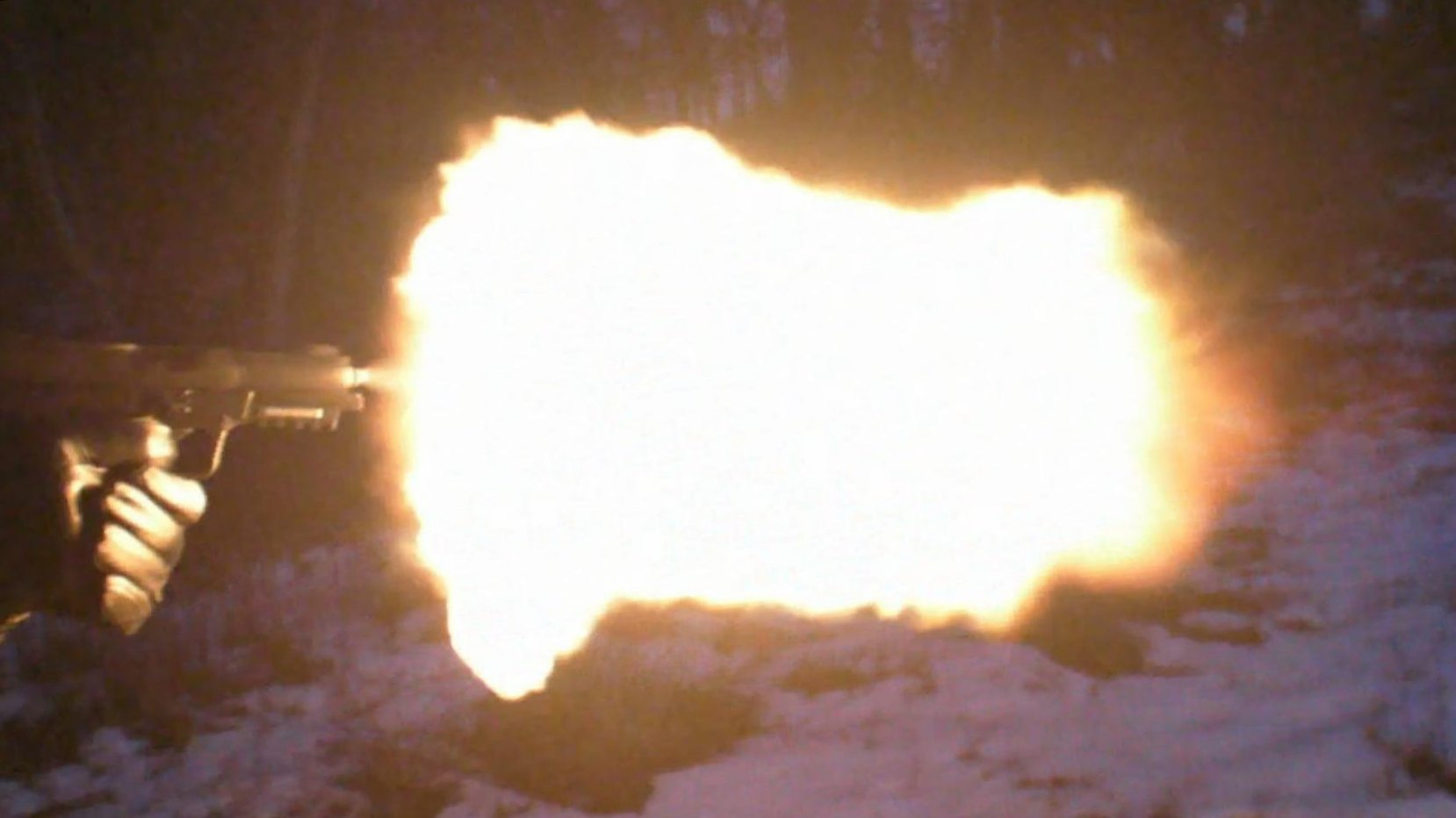
A Five-seven produz um barulho alto e um clarão considerável, mas tem aproximadamente 30% menos recuo que uma pistola 9x19mm, melhorando a controlabilidade.

A pistola Five-seven alimenta-se de carregadores destacáveis, mas não são convencionais, pois introduzem os cartuchos na câmara sem o uso de uma rampa de alimentação, possuindo apenas uma câmara chanfrada — a alimentação da pistola é inerentemente confiável por causa do uso de cartuchos afunilados. A pistola é alimentada por carregadores de vinte cartuchos como padrão, ou carregadores de dez cartuchos para jurisdições com proibição de carregadores de alta capacidade. A Five-seven também aceita um carregador estendido de trinta cartuchos, que sobressai 38 mm adicionais (1,5 pol.) da base da pistola. Com um cartucho adicional na câmara, a pistola Five-seven tem capacidade total de onze, vinte e um ou trinta e um cartuchos, dependendo do tipo de carregador usado. Porta-carregadores de várias fabricantes estão disponíveis para a Five-seven.
O carregador da Five-seven pode ser desmontado para limpeza ou lubrificação através da remoção da placa inferior de polímero. O corpo do carregador é construído em polímero, com inserções de aço nos lábios de alimentação. Ao contrário de um carregador de pistola convencional, ele é municiado através de lábios de alimentação duplos, com uma mesa transportadora que tem a mesma aparência que a de um carregador de um fuzil M16 e municiado da mesma maneira: empurrando os cartuchos diretamente para dentro do carregador, em vez de empurrar eles para baixo e para trás. Essa configuração facilita o municiamento de cartuchos individuais no carregador. Quatro orifícios no lado esquerdo do corpo do carregador permitem ter uma estimativa da quantidade de munição restante.

### Controles
Todos os controles (excluindo o gatilho) na Five-seven USG e modelos anterior são de polímero cinza, em contraste com a armação de polímero preto e a estrutura que recobre o ferrolho. Da mesma forma, todos os controles nos modelos Five-seven FDE e Five-seven ODG são de polímero preto, em contraste com o polímero marrom-claro e verde-oliva da armação. A alavanca de desmontagem está localizada na parte esquerda dianteira da armação, e o retém do ferrolho está localizado na parte esquerda traseira da armação; esses controles são protegidos contra movimentos acidentais por pequenas projeções no contorno da armação. Um indicador de câmara carregada, na forma de um pino dentro de um pequeno orifício, está localizado no lado esquerdo do ferrolho. Quando um cartucho entrar na câmara, esse pino sobressairá 1,6 mm (0,063 pol.), o que é suficiente para fornecer uma indicação visível e tátil do status da câmara.
Os modelos atuais da Five-seven têm um dispositivo de segurança manual ambidestro, localizado em uma posição não convencional: um controle é encontrado em cada lado da armação, acima do guarda-mato, onde é acessível com o dedo do gatilho ou o polegar da mão de apoio. Um ponto vermelho é visível quando o modo de segurança é desativado e a pistola está pronta para disparar; quando a trava de segurança é movida para a posição elevada, é ativada e o ponto vermelho não é mais visível. O retém do carregador da Five-seven, localizado no lado esquerdo da armação, onde o guarda-mato se cruza com o cabo, é quadrado e reversível para atiradores canhotos.
A Five-seven pode ser desmontada de maneira rápida e fácil, usando a mão esquerda para retrair e segurar o ferrolho 5 mm (0,20 pol.) para trás, enquanto simultaneamente usa o polegar esquerdo para empurrar e segurar a alavanca de desmontagem para trás. Quando o ferrolho é liberado, ele se move para frente livremente, e o conjunto completo do ferrolho pode ser desengatado da armação, e o cano (e a mola recuperadora) podem ser removidos do ferrolho. Esse nível de desmontagem é suficiente para realizar uma limpeza completa da pistola, e a FNH USA não recomenda desmontagens adicionais, exceto por um armeiro autorizado, pela FN Herstal ou pela FNH USA. A remontagem da pistola é feita na ordem inversa, exceto que não é necessário o uso da alavanca de desmontagem.

### Miras e acessórios

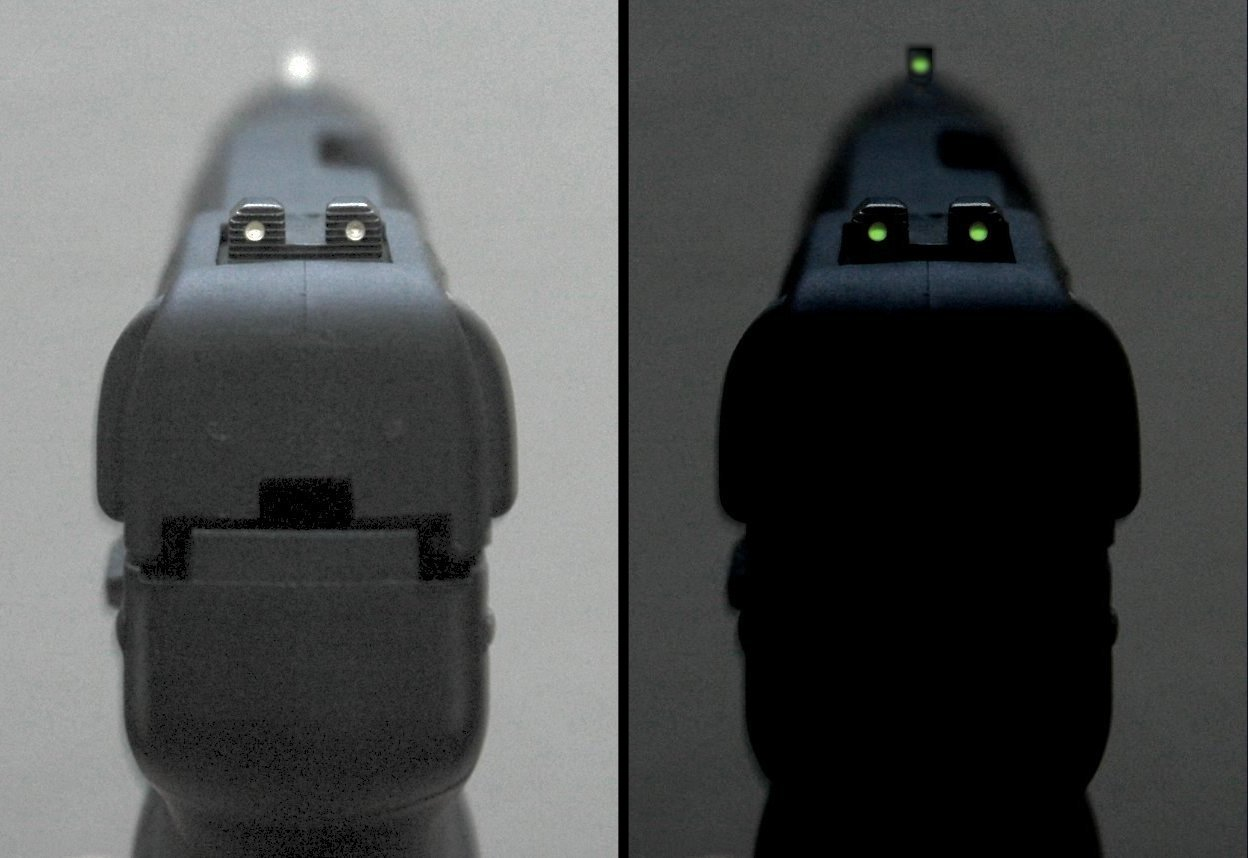
As miras fixas iluminadas com trítio da pistola Five-seven USG, sob iluminação normal e fraca.

A distância entre a massa e a alça de mira da Five-seven é de 178 mm (7,0 pol.); atualmente, a pistola é oferecida com miras ajustáveis ou miras fixas. As miras ajustáveis do tipo "três pontos" consistem em alça de mira em formato quadrado de 2,9 mm (0,12 pol.) e uma massa de mira de 3,6 mm (0,14 pol.), que tem uma altura de 9,2 mm (0,36 pol.). As miras fixas da C-More do tipo "três pontos", que são oferecidas como uma alternativa de baixo perfil às miras ajustáveis, só podem ser ajustadas para resistência do vento. As miras fixas estão disponíveis com ou sem insertos iluminados com trítio ("miras noturnas"), para ajudar no uso da pistola em condições de pouca iluminação.
A Five-seven é oferecida com uma maleta trancável, um dispositivo de travamento e chaves, uma ferramenta de reversão do retém de carregador, uma ferramenta de ajuste de mira (não incluída no modelo de miras fixas), um kit de limpeza, um manual de usuário e três carregadores de vinte cartuchos (ou três carregadores de dez cartuchos, onde restrito por lei).
A Five-seven pode ser usada em conjunto com uma ampla gama de acessórios para armas de fogo; os coldres são oferecidos por vários fabricantes, e o trilho de acessórios MIL-STD-1913 (Picatinny) da pistola aceita lanternas táticas ou dispositivos de mira laser. Com o uso de um cano estendido e rosqueado, a pistola também pode ser equipada com vários silenciadores desenvolvidos pela Advanced Armament Corporation, Gemtech, SilencerCo e outras fabricantes. O Gemtech SFN-57, desenvolvido em 1998 especificamente para o uso com a Five-seven, é um silenciador de alumínio preto fosco com um comprimento de 147 mm (5,8 pol.), um diâmetro de 32 mm (1,3 pol.) e um peso de 147 g. A fabricante israelense FAB Defense oferece um kit de conversão PDW completo para a Five-seven, designado KPOS G2 FN 5,7, que permite que a pistola seja reconfigurada em uma PDW disparada do ombro, e a CornerShot oferece um sistema de armas compatível com a Five-seven que permite ao atirador mirar e atirar em quinas sem ser exposto.

## Variantes

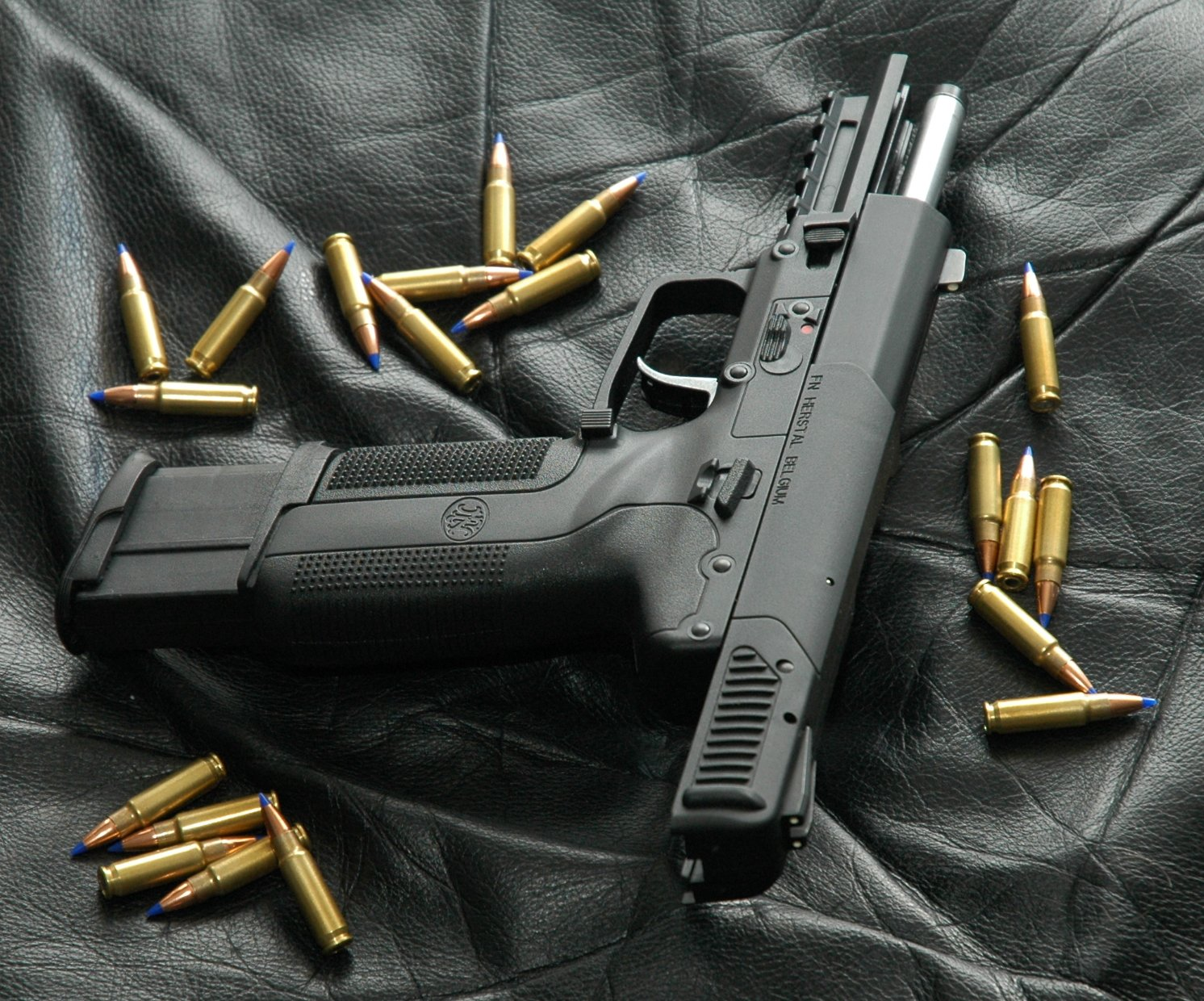
A Five-seven USG.

Five-seven
A Five-seven original foi introduzida em 1998, e agora é descontinuada. Não possuía dispositivo de segurança manual e era de ação dupla, com um forte acionamento do gatilho de 4,5 a 6,5 daN; seu gatilho de ação dupla foi duramente criticado. A Five-seven original tinha um padrão de cabo em formato de pedregulhos, um trilho de acessórios com contornos suaves, miras fixas de baixo perfil e um grande guarda-mato em formato circular projetado para facilitar o uso de luvas. Ela não possuía retém do ferrolho, e o ferrolho não era serrilhado como nos modelos mais recentes, mas, na parte traseira, o ferrolho era levemente côncavo para facilitar a aderência. A pistola também tinha marcações ligeiramente diferentes, com um logotipo da FN colocado no lado esquerdo da armação, acima do guarda-mato.
Five-seven Tactical
A Five-seven Tactical foi introduzida logo após o modelo original de ação dupla como uma alternativa de ação simples. Ela tinha um acionamento de gatilho mais curto e leve de 2 a 3 daN, como nos modelos atuais. Ela também teve a adição de um dispositivo de segurança manual ambidestro (localizado em cada lado da armação, como nos modelos atuais) e um retém do ferrolho. Além dessas modificações, o modelo Tactical era idêntico à Five-seven de ação dupla. Foi descontinuado após a introdução do modelo IOM.
Five-seven IOM
A Five-seven IOM (Individual Officer Model) foi o primeiro modelo da pistola Five-seven a ser oferecido aos atiradores civis, estreando em 2004. Agora ela é descontinuada em favor do modelo USG. O IOM era semelhante em seu design básico à versão Tactical, mas diferia no fato de possuir um trilho de acessórios MIL-STD-1913 (Picatinny), um ferrolho serrilhado e miras totalmente ajustáveis. Ela também tinha um mecanismo de segurança do carregador incorporado ao design, para impedir que a pistola fosse disparada sem um carregador inserido.
Five-seven USG
A Five-seven USG (United States Government) foi aprovada pela ATF como uma arma de fogo esportiva em 2004, substituindo o modelo IOM, mas teve outras modificações, incluindo um guarda-mato convencional em formato quadrado, um padrão de cabo quadriculado e um retém do ferrolho maior e reversível. Foi originalmente oferecida com miras ajustáveis, mas, a partir de 2009, também foi oferecida com miras fixas de baixo perfil. O modelo USG tinha um acabamento de armação preto com controles cinzas como padrão, mas também era oferecido em quantidades limitadas com controles pretos. Desde 2013, o modelo USG não é mais listado pela FNH USA.
Five-seven FDE
A Five-seven FDE (Flat Dark Earth) foi construída com as mesmas especificações da Five-seven USG, mas tinha um acabamento de armação marrom-claro e controles pretos, em oposição ao acabamento de armação preto padrão e controles cinzas da Five-seven USG. Como o modelo USG, o FDE foi oferecido com miras ajustáveis ou miras fixas de baixo perfil. Desde 2013, o modelo FDE original não é mais listado pela FNH USA, embora uma versão marrom-clara do novo MK2 esteja disponível.
Five-seven ODG
A Five-seven ODG (Olive Drab Green) foi construída com as mesmas especificações da Five-seven USG, mas tinha um acabamento de armação verde-oliva e controles pretos, em oposição ao acabamento preto padrão da armação e controles cinzas da Five-seven USG. Como o modelo USG, o modelo ODG foi oferecido com miras ajustáveis ou miras fixas de baixo perfil. Desde 2012, o modelo ODG não é mais listado pela FNH USA.
Five-seven MK2
A Five-seven MK2 foi introduzida em 2013 e agora é a versão padrão da Five-seven oferecida pela FN Herstal. Este novo modelo possui serrilhas na parte frontal do ferrolho e um ferrolho de uma peça só feito de metal (sob o revestimento de polímero), enquanto os modelos anteriores têm um ferrolho de metal soldado de duas peças. Está disponível apenas com miras ajustáveis. A alça de mira na versão de miras ajustáveis também foi alterada, com uma construção reforçada e referências de mira brancas comparadas às miras atuais de estilo "três pontos"; estas foram descritas como "miras ajustáveis de combate".
A Five-seven MK2 possui uma armação e ferrolho pretos, com controles em preto no lugar dos controles cinzas dos modelos IOM e USG. Também está disponível com uma armação de cor marrom-clara. É um pouco mais larga que os modelos anteriores e não se encaixa na maioria dos coldres personalizados feitos para versões anteriores da Five-seven.

## Controvérsia
A pistola Five-seven e o cartucho 5,7×28mm foram originalmente restringidos pela FN a clientes militares e policiais, mas, em 2004, o novo modelo da Five-seven, o IOM, foi introduzido e oferecido a atiradores civis para uso com o cartucho 5,7x28mm SS192. A FNH USA comercializou a Five-seven para atiradores civis como uma pistola adequada para proteção pessoal, tiro ao alvo e usos semelhantes, mas a introdução da Five-seven aos atiradores civis foi fortemente contestada por organizações de controle de armas dos EUA, como a Brady Campaign; no final de 2004, as vendas da pistola Five-seven haviam aumentado drasticamente.
No início de 2005, a pistola estava sujeita a controvérsias nos Estados Unidos depois que a Brady Campaign declarou que o cartucho 5,7×28mm SS192 disponível no mercado havia penetrado em um colete de Kevlar Nível IIA nos testes. A Associação Nacional de Rifles (NRA) logo contestou a alegação da Brady Campaign, afirmando que o grupo de controle de armas podia não ter aderido aos procedimentos de teste padrões, e que a FN oferece variantes perfurantes do 5,7×28mm apenas para clientes militares e policiais. Variantes oferecidas aos civis são classificadas pela Agência de Álcool, Tabaco, Armas de Fogo e Explosivos (ATF) dos EUA como não perfurantes, e foi declarado que as variantes dos cartuchos SS192 e SS196 eram incapazes de penetrar em vários tipos de colete de Kevlar nos testes realizados pela FNH USA.

A Five-seveN tem sido amada e odiada nos anos desde a sua introdução. É uma das armas mais controversas do nosso tempo, e foi assim antes da atrocidade de Fort Hood.

—Massad Ayoob, na revista On Target, 
Michael D. Barnes, então presidente da Brady Campaign, respondeu às declarações da NRA sobre o Five-seven desafiando o vice-presidente executivo da NRA, Wayne LaPierre, a ser baleado pela pistola enquanto usava um colete de Kevlar. A NRA respondeu novamente às declarações da Brady Campaign, dizendo que "Barnes demonstrou total desconsideração de seu grupo pela segurança de armas e seu zelo flamejante para restringir ainda mais os direitos dos proprietários de armas que cumprem a lei". No mesmo ano, duas leis foram introduzidas no Congresso dos Estados Unidos, visando especificamente a pistola Five-seven e o cartucho 5,7×28mm para uma proibição federal: a H.R. 1136: PLEA Act foi introduzida na Câmara dos Deputados pelo deputado Eliot Engel (D-NY), e a S. 527: PLEA Act foi introduzida no Senado pelo senador Frank Lautenberg (D-NJ); nenhum dos projetos foi votado pela Câmara ou pelo Senado.
Em março de 2007, a lei foi novamente introduzida no Congresso dos Estados Unidos pelo deputado Engel, sob a nova designação H.R. 1784: PLEA Act. Mais uma vez, o projeto falhou em proceder à votação. Nos anos seguintes, a Five-seven foi objeto de mais controvérsias devido ao relatos de uso da pistola por cartéis de drogas na Guerra contra o narcotráfico no México. Nos Estados Unidos, a Five-seven nunca foi usada para matar um policial, mas várias fontes de notícias como The Boston Globe e La Jornada relataram incidentes em que a pistola foi usada para atirar e matar policiais ou civis no México. Segundo a ATF, a Five-seven é uma das armas favorecidas pelos cartéis de drogas na Guerra contra o narcotráfico no México, e uma pistola Five-seven contrabandeada pode ser vendida por até 66.000 pesos (US$ 5.000) no México. Do México, as pistolas foram contrabandeadas para outros países da América do Sul; em um tiroteio em julho de 2010 em Envigado, Colômbia, dois atiradores de cartel armados com pistolas Five-seven abriram fogo contra um grupo de pessoas do lado de fora de uma boate, deixando nove pessoas mortas e dez feridas.
Em novembro de 2009, a Five-seven novamente ficou sujeita a controvérsias nos Estados Unidos, após o tiroteio na base militar de Fort Hood, no Texas. Um psiquiatra do Exército dos EUA, o major Nidal Malik Hasan, abriu fogo contra outros soldados com uma pistola Five-seven, matando treze pessoas e ferindo vinte e nove no pior tiroteio de todos os tempos em uma base militar americana. Logo após o tiroteio, a FNH USA respondeu com um boletim de ocorrência negando alegações sobre a natureza da pistola, afirmando que ela só é oferecida a civis com munição esportiva. No final do mês, várias organizações de controle de armas, como a Brady Campaign, escreveram uma carta colaborativa ao presidente dos EUA, Barack Obama, citando o uso da arma pelo atirador de Fort Hood e cartéis de drogas mexicanos, e pedindo que proibisse a importação da pistola Five-seven e do cartucho 5,7×28mm. Em julho de 2010, o deputado Engel introduziu uma legislação no Congresso dos Estados Unidos, pela terceira vez, sob a nova designação H.R. 6030: PLEA Act. Como suas encarnações anteriores, o projeto H.R. 6030 não conseguiu proceder à votação pela Câmara dos Deputados ou pelo Senado.

## Utilizadores
A primeira organização militar a adotar a Five-seven foi a Guarda Nacional do Chipre (em grego: Εθνική Φρουρά), que comprou 250 pistolas em maio de 2000 para o seu grupo de forças especiais. Em 2009, a Five-seven estava em serviço em forças militares e policiais em mais de quarenta nações em todo o mundo.
Nos Estados Unidos, a Five-seven (à data de 2010) é usada por mais de 300 agências policiais, incluindo o Serviço Secreto. As organizações militares e policiais que usam o Five-seven incluem:
| País           | Organização | Modelo     | Quantidade | Data  | Referência          |
| -------------- | --- | ---------- | ---------- | ----- | ------------------- |
| Bélgica        | Pilotos do Componente Aéreo do Exército Belga | -          | -          | -     | [ 68 ] [ 69 ]       |
| Bélgica        | Componente Terrestre do Exército Belga, substituindo a pistola Browning Hi-Power                                                                                           | MK2        | -          | 2013– | [ 70 ] [ 71 ]       |
| Bélgica        | Diretoria de Unidades Especiais (DSU) da Federale Politie/Police Fédérale                                                                                                  | -          | -          | -     | [ 72 ]              |
| Bélgica        | Grupo de Forças Especiais (SFG) | -          | -          | -     | [ 2 ] [ 69 ] [ 73 ] |
| Bélgica        | Força policial metropolitana de Liège | -          | -          | -     | [ 72 ] [ 74 ]       |
| Canadá         | Service de police de la Ville de Montréal (SPVM) em Montreal, Quebec | -          | -          | -     | [ 75 ]              |
| Chipre         | Forças especiais da Εθνική Φρουρά (Guarda Nacional do Chipre) | Five-seven | 250        | 2000– | [ 1 ] [ 21 ] [ 68 ] |
| França         | Direction Générale de la Sécurité Extérieure (DGSE) | -          | -          | -     | [ 76 ]              |
| França         | Unidade de contra-terrorismo GIGN da Gendarmerie Nationale | -          | -          | -     | [ 77 ] [ 78 ]       |
| França         | Unidade Recherche Assistance Intervention Dissuasion (RAID) da Police Nationale                                                                                            | -          | -          | -     | [ 79 ]              |
| Geórgia        | Forças Armadas da Geórgia | -          | -          | -     | [ 80 ]              |
| Geórgia        | Ministério de Assuntos Internos | -          | -          | -     | [ 80 ] [ 81 ]       |
| Grécia         | Unidade Ειδική Κατασταλτική Αντιτρομοκρατική Μονάδα (EKAM) da Polícia Helênica                                                                                             | -          | -          | -     | [ 82 ]              |
| Guatemala      | Dirección General de Inteligencia Civil (DIGICI) | USG        | -          | 2008– | [ 83 ]              |
| Índia          | Grupo de Proteção Especial (SPG) | USG        | -          | 2008– | [ 84 ]              |
| Indonésia      | Grupo tático de mergulhadores Komando Pasukan Katak (KOPASKA) da Marinha da Indonésia                                                                                      | -          | -          | -     | [ 85 ]              |
| Indonésia      | Grupo de forças especiais Komando Pasukan Khusus (Kopassus) do Exército da Indonésia                                                                                       | -          | -          | -     | [ 85 ]              |
| Itália         | Forças especiais Col Moschin 9º Reggimento d'Assalto Paracadutisti (9º Regimento de Assalto Paraquedista) do Exército Italiano                                             | USG        | -          | -     | [ 86 ]              |
| Líbia          | Exército Líbio (usado pelas forças militares de Muammar Gaddafi na Guerra Civil Líbia (2011), e alguns exemplares foram capturados e usados na guerra pela Oposição Líbia) | USG        | 367        | 2008– | [ 5 ] [ 87 ] [ 88 ] |
| México         | Ejército Méxicano (Exército Mexicano) | -          | -          | -     | [ 61 ] [ 68 ]       |
| México         | Estado Mayor Presidencial (EMP; Guarda Presidencial) | -          | -          | -     | [ 89 ]              |
| México         | Fuerzas Especiales (FES; Forças Especiais) da Marinha Mexicana | -          | -          | -     | [ 89 ]              |
| Nepal          | Forças Armadas do Nepal | -          | -          | -     | [ 68 ]              |
| Peru           | Grupo de Fuerzas Especiales (GRUFE) das Forças Armadas do Peru | USG        | -          | 2009– | [ 90 ]              |
| Polônia        | Centralne Biuro Sledcze (CBS; Escritório Central de Investigação) | -          | -          | -     | [ 71 ]              |
| Polônia        | Grupa Reagowania Operacyjno-Manewrowego (GROM) (usado principalmente para proteção dignitária)                                                                             | USG        | -          | 2007– | [ 91 ] [ 92 ]       |
| Arábia Saudita | Forças Armadas da Arábia Saudita | USG        | 12,000     | 2007– | [ 93 ]              |
| Singapura      | Formação de Comando das Forças Armadas de Singapura (CDO FN) | -          | 500        | -     | [ 94 ]              |
| Espanha        | Fuerzas Armadas Españolas (Forças Armadas da Espanha) | -          | -          | -     | [ 68 ]              |
| Espanha        | Força policial municipal de Pozuelo de Alarcón (Madrid) | -          | -          | -     | [ 95 ]              |
| Suriname       | Forças de segurança | -          | -          | -     | [ 96 ]              |
| Tailândia      | Exército Real Tailandês (กองทัพบกไทย) | -          | -          | -     | [ 97 ]              |
| Estados Unidos | Serviço Secreto | -          | -          | -     | [ 21 ] [ 93 ]       |
| Estados Unidos | Departamento de polícia de Duluth, Geórgia | -          | -          | -     | [ 98 ]              |
| Estados Unidos | SWAT do departamento de xerife em Passaic County, Nova Jersey | -          | -          | 2002– | [ 27 ]              |
| Estados Unidos | Departamento de polícia de Landis, Carolina do Norte | USG & MK2  | 5          | 2011– | [ 99 ]              |